# Aneflomorpha luteicornis
Aneflomorpha luteicornis är en skalbaggsart som beskrevs av Linsley 1957. Aneflomorpha luteicornis ingår i släktet Aneflomorpha och familjen långhorningar. Inga underarter finns listade i Catalogue of Life.